# Côtes-d'Armor
Côtes-d'Armor é um departamento francês localizado na região da Bretanha, tem 7 218 km² e 525 500 habitantes. A capital fica em Saint-Brieuc, outras cidades importantes são Lannion (18 000 hab.), Dinan e Guingamp (10 500 hab.).

## História
O nome deste Departamento provém do bretão Armor, que designa o litoral, por oposição a l'Arcoat, a floresta. Era antigamente designado Côtes-du-Nord.

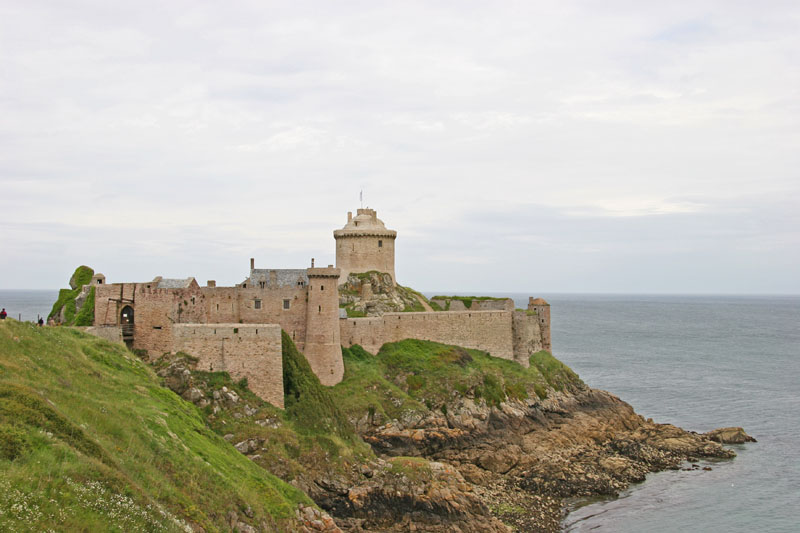
Fort-la-Latte

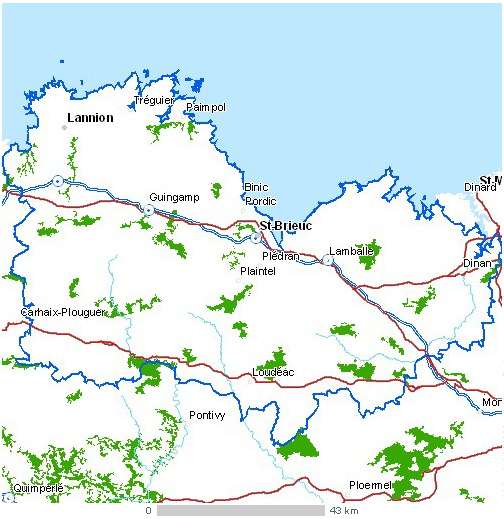
Mapa de Côtes-d'Armor